# Comesa corcunda
Comesa corcunda är en rundmaskart. Comesa corcunda ingår i släktet Comesa, och familjen Comesomatidae. Arten är reproducerande i Sverige.